# Ephedra rupestris
Ephedra rupestris là một loài thực vật hạt trần trong họ Ephedraceae. Loài này được Benth. mô tả khoa học đầu tiên năm 1846.